# 신쓰다누마역
신쓰다누마역(일본어: 新津田沼駅, しんつだぬまえき)은 일본 지바현 나라시노시에 있는 게이세이 전철 마쓰도 선의 역이다. 역 번호는 KS66이다.

## 역 구조
상대식 승강장 2면 2선의 지상역에서 교상역사를 갖는다. 이온 몰 쓰다누마, 이토 요카도 쓰다누마 점과 미나 쓰다누마의 건물과 연결되어 있다.
본 역에서 종점인 게이세이쓰다누마 역까지는 단선 구간으로, 곡선 반경이 작은 속도 제한이 걸리기 때문에 아침 러시아 워 때는 일부 열차가 본 역에서 마쓰도 방면으로 회차를 한다.
게이세이쓰다누마 방향 쪽으로 인상선이 있고 아침 러시아 워 때는 본 역 회차 열차가 설정되어 있다. 또 야간에는 본 역에서 열차(2개)가 유치되어, 이튿날 아침의 본 역발 게이세이쓰다누마 행과 마츠쓰도 행이 준비되어 있다.

### 타는 곳
| 1 | 게이세이 마쓰도선 | 게이세이쓰다누마・ 게이세이 지바선 방면         |
| 2 | 게이세이 아쓰도선 | 마에바라・기타나라시노・신카마가야・마쓰도 방면 |

## 역세권 정보

### 기타구치
- 이온 몰 쓰다누마
- 미야코시 본사

### 미나미구치
- 동일본 여객철도(JR 동일본) 소부 본선(주오·소부 완행선・소부 쾌속선) 쓰다누마역(환승역)
- 쓰다누마 우체국
- 지바 공업대학
- 쓰다누마 PARCO
- 코나미 스포츠&생활

## JR 쓰다누마 역과의 환승
당역과 JR 동일본 쓰다누마역을 잇는 직접 연결된 통로는 없다. 2000년대에 들어서 에스컬레이터나 엘리베이터의 정비를 하여 약간의 개선이 이루어졌을 뿐, 약 400m정도 떨어져 있어서 환승은 다소 불편하다.
환승 시간은 표준 5-6분 여유를 갖고 약 10분 정도 걸린다. 신케이세이 전철과 JR 소부 선의 직접 환승 역은 당역 뿐이다.

## 역사
- 1947년 12월 27일: 신케이세이 선의 시발역으로 개업. 현재의 역 위치보다 JR 쓰다누마 역의 다소 가까운 곳에 있었다. 당시 신케이세이 전철 궤간은 1,067mm였다.
- 1953년 11월 11일: 게이세이쓰다누마 역에 출입을 하기 때문에 마에바라 ~ 게이세이쓰다누마 간을 단축하도록 신선을 부설하고 그 위치에 신쓰다누마 역을 이전했다. 이 위치에 신쓰다누마 역을 이전한 이유는 쓰다누마 역에서 고의로 떨어진 위치로 모회사의 게이세이 전철에 손님을 태우겠다는 속셈이 있었기 때문으로 했다. 이때 신케이세이 전철은 궤간을 1,372mm로 변경했다.
- 1961년 8월 23일: 마에바라 역에서 노선을 분기(당초 노선의 부활), 1대의 위치에서 3대째의 신쓰다누마 역을 개업했다. 2대째 신쓰다누마 역은 후지사키다이 역으로 개명했다. 연이은 선에 대해 일본주택공단에 따른 대규모 단지 유치 때 쓰다누마 역에서 환승이 불편하다는 것을 공단 이전 요청을 받고 불편하게 되면서 불만이 잇따르게 되었다고 한다.
- 1977년: 소부 본선 쓰다누마 역 북쪽 출구의 재개발 사업 진전으로 역 건물이 건설되어 교상역이 됨. 동시에 지하도를 폐지하고 역 건물의 주요 세입자로 이토 요카도 쓰다누마 점이 입주함.
- 2003년 9월: 이온 쓰다누마 쇼핑 센터(현, 이온 몰 쓰다누마)의 오픈에 따라, 북쪽 출입구를 개설.

## 사진

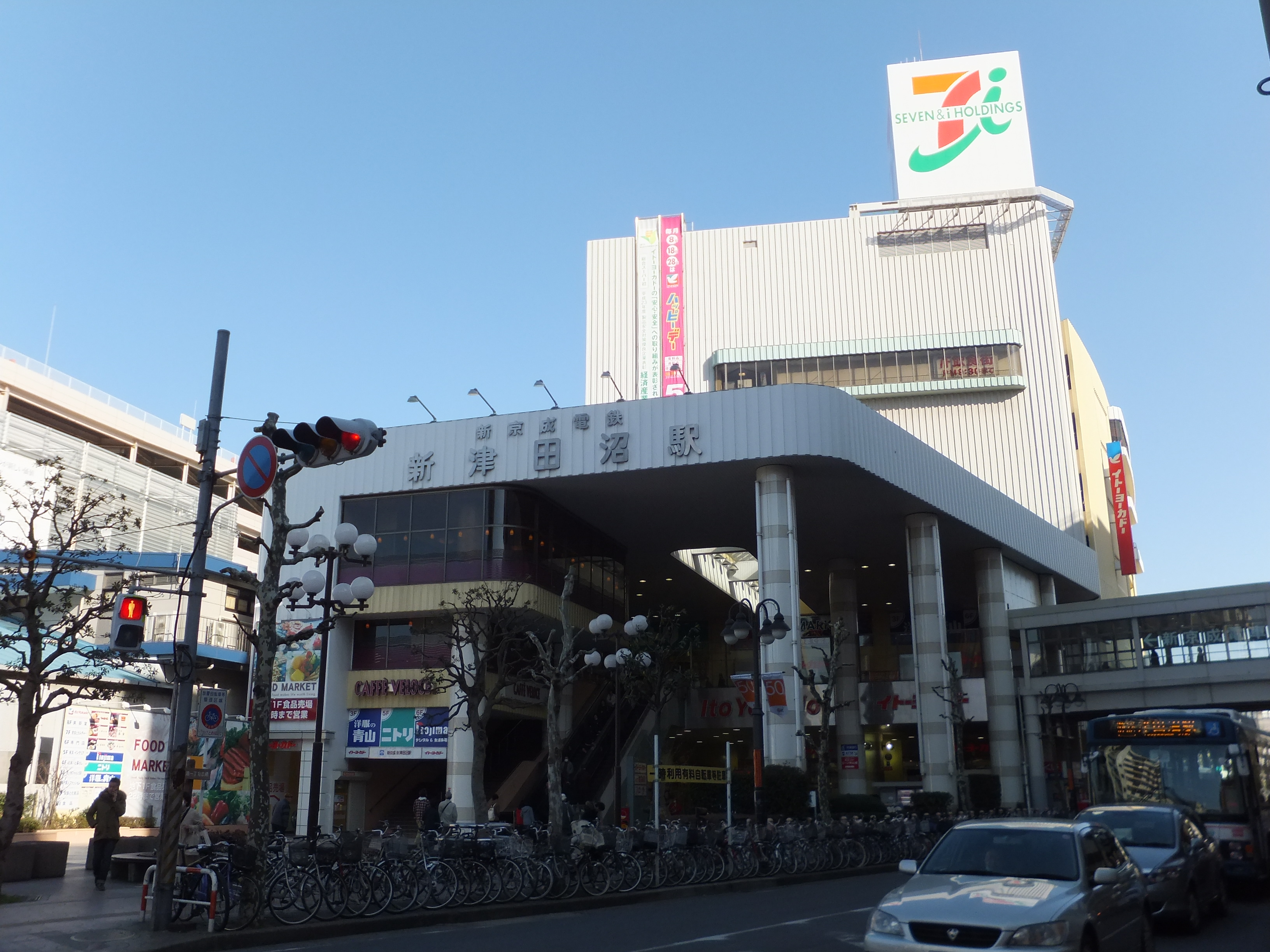
역사 연결통로
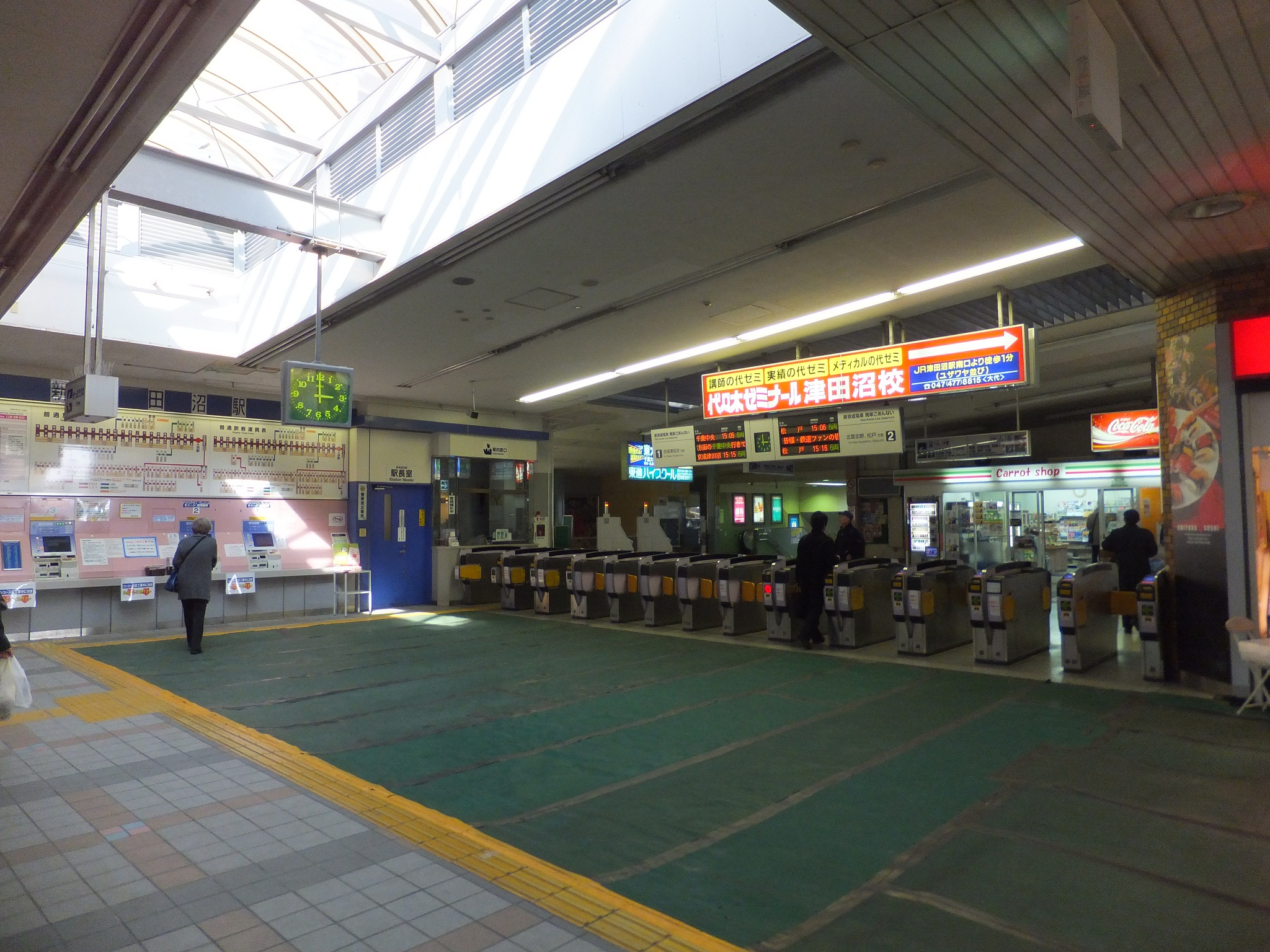
개찰구
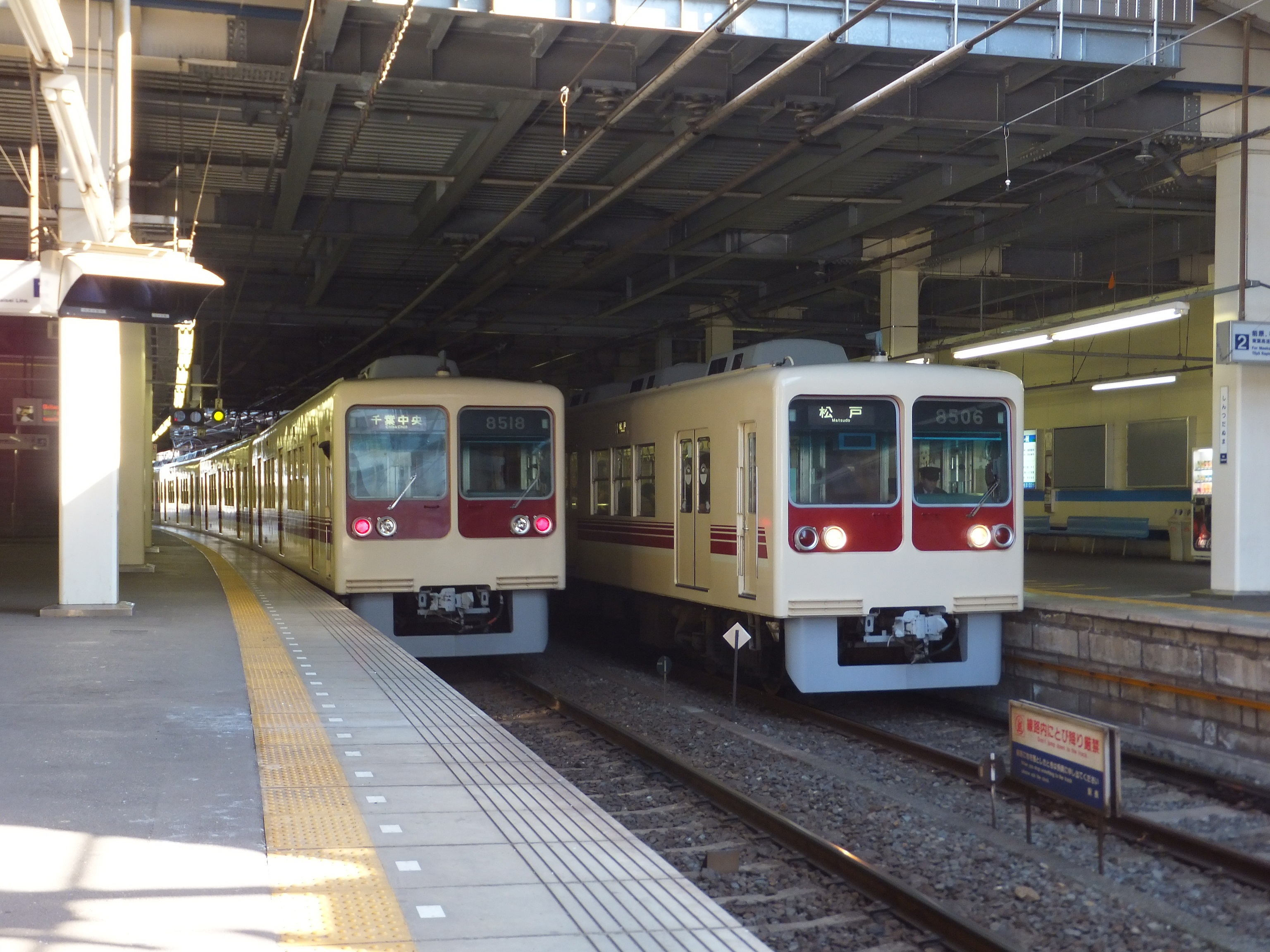
8000호대 전동차가 역에 있는 모습

## 인접역
| 게이세이 전철 마쓰도 선   | 게이세이 전철 마쓰도 선 | 게이세이 전철 마쓰도 선             |
| ------------------------- | ----------------------- | ----------------------------------- |
| KS67 마에바라 마쓰도 방면 |                         | 게이세이쓰다누마 KS26 지바추오 방면 |